# Chester Hill
Chester Hill est un quartier de la banlieue de Sydney se situant dans la zone d'administration localede la Ville de Bankstown, en Nouvelle-Galles du Sud (Australie). Elle compte 10 515 habitants en 2006.
Chester Hill se trouve à environ 23 kilomètres au sud-ouest du Central business district de Sydney. Elle est cernée, au nord par South Granville, au sud par Bass Hill, à l'est par Sefton et à l'ouest par Villawood.